# Microsoft Store

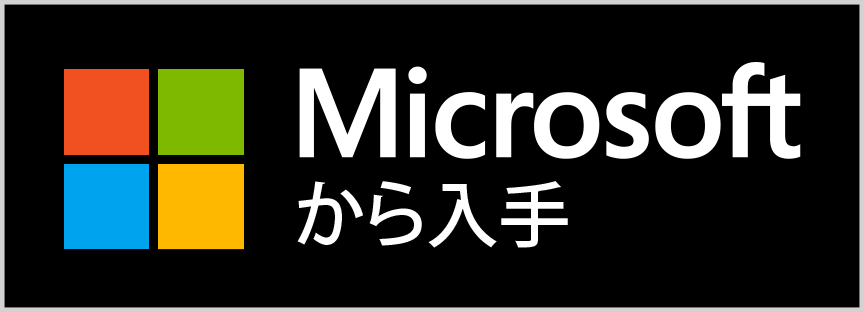
「Microsoft から入手」バッジ

Microsoft Store（マイクロソフト ストア、旧: Windows ストア）とは、Windows 8.x/Windows RTとそれ以降のバージョンのMicrosoft Windows OS,およびXbox One以降のXbox向けOSに提供されるアプリストアである。Windows Phone 8向けの場合は「Windows Phoneストア」と呼ばれる。Microsoft Storeでは、対応する環境向けのアプリケーションを配布・販売・購入することができる。また、「映画 & テレビ」からVODで配信される映像をレンタル・購入することができた。
Microsoft Surface等のハードウェア販売ストア（通信販売、Windows OS内ストアのみ）としても使用されている。

## 沿革

2011年〜2015年までの Windows ストア アイコン

2017年〜2022年までの Microsoft Store アイコン

発表される以前からWindows 8に搭載されると噂になっていたが、2011年9月13日の「BUILD 2011」カンファレンスで正式発表が行われた。
同年12月6日にはサンフランシスコで行われた「Windows Store」の発表イベントで詳細が発表された。
2012年2月29日にリリースされたWindows 8 Consumer Preview版と同時に一般向けにも開設された。Consumer Preview版では無料アプリのみ登録可能となっていた。
2017年11月1日より、Windows 10の「ストア」がアイコンをカラフルのものに変更し、名称が「Microsoft Store」に変更された。なお、アプリ内の機能は更新前と変化はない。
また、これと同時期にXbox OneのXbox Storeも「Microsoft Store」に変更・統一されている。また、Xbox Oneの後継機であるXbox Series X/Sにも搭載されている。
2024年7月29日をもって、Microsoft Storeのサービス開始前から運営されていたXbox360向けのストア機能（Xbox 360ストア、Xbox 360マーケットプレイス）が終了したことにより、Xbox One/Xbox Series X/S向けの360ソフト互換機能が完全にMicrosoft Store上のDRMに統合された。さらに、かつてはXbox360上でも視聴できた「映画&テレビ」の機能についても同日に終了していたが、WindowsやXboxOne/Xbox Series X/Sにおいても2025年7月18日に新規購入のサービスを終了した。

## 概要
デフォルトのWindows上では、スタートメニュー（スタート画面）の「Microsoft Store」（または「ストア」）と表記されるタイルからアクセスすることができる。ハードウェア上のリージョンロックは存在せず、VPNの変更や、本体地域設定の変更を行うことで支払う通貨、地域限定販売商品の購入も可能である。
ユーザーインターフェイスはModern UIが使用されており、Windows Phone 7向けアプリストア「Windows Marketplace」と似た構成をしている。
他プラットフォームの類似サービス（後述）と同様に、専用クライアントソフトウェアを用いてオンラインストアにアクセスする仕組みになっている。
Windows 8/8.1およびWindows RT/RT 8.1ではWindows ストアアプリを、Windows 10ではユニバーサルWindowsプラットフォーム (UWP) アプリを配信することができる。
Xbox(Xbox One以降)ではOne用ゲーム(Series X/SではSeries用ゲームも使用可能。購入はどちらのハードでも可能）、Apple MusicやSpotifyのようにバックグラウンドによる音楽再生が可能なものも含むUWPアプリケーション、映画&テレビ、および後方互換に対応したXbox 360/Xbox用ダウンロード作品の一部を購入できる。購入できるダウンロード版ゲームはサーバーリージョン（地域設定をXbox本体の設定で変更可）によって異なる場合がある。
Microsoft StoreはPC向けだけでなく、Windows RTをプリインストールしたタブレットなどのデバイスでも利用可能である。
しかし、Windows RTではModern UI版アプリしか実行できず、Windows ストアがそれらを入手する唯一の正式な手段となっている。
Windows 11では、Microsoft Storeでのデスクトップアプリの提供もサポートされた。

## Xbox Games Store
Xbox Games Storeとは、Microsoft Storeアプリのゲームタブ及びXbox.com上のストアなどのゲーム販売を行うストアの名称である。Windows上から起動する場合はWindows向けゲームしか購入・ダウンロードできない。しかし、この名称は、Microsoft自身が積極的には使用しておらず一部ゲームメーカーの公式サイトなどで、オンラインストアへ転移する際のところに書いてある名称として、使用している場合がほとんどである。これは、Microsoft Store内の一機能としての名称のため、Microsoft Storeの名称が使われることが殆どのためである。ユーザー側からも、XboxストアやMicrosoft Storeなどと呼ばれており、正式名称で使われることは少ない。

## 特徴
- 無料および有料のアプリを入手することができ、有料アプリは一定の試用期間を設けたり、機能制限を設けたりすることが可能。試用期間はダウンロードしたアプリケーション側で管理される。
- Microsoft Storeへのアプリの入手には、マイクロソフトによる審査を通過する必要がある。入手が拒否された場合はアプリ開発者に対してフィードバックをすることで、開発者は問題に素早く対応することができるので、修正されたアプリを素早く入手することができる。
- アプリストアはもともと携帯電話端末やスマートフォンといったプラットフォームで成熟したものであり、その発想をPC向けOSに統合したのは2011年に開始したAppleのMac App Storeが先駆けであった[要出典]。Windows ストアはそれを強く意識して作られたので、アップルが禁止しているアプリ内課金を許可する[5]などの特徴がある。

## その他
Windows 10では「Windows Bridge」の一環として、デスクトップアプリをUWPアプリとしてパッケージし、ストアでの配信を可能とする"Project Centennial" (Windows Bridge for Classic Windows) が計画されている。

## 類似サービス
- Google Play：Android向け
- Mac App Store：macOS向け
- App Store：iOS向け
- dマーケット
- BREW・EZアプリ (Java)：au
- S!アプリ：ソフトバンク
- Amazon Appstore for Android
- BlackBerry App World
- Ubuntuソフトウェアセンター：Ubuntu、Debian向け